# Награда „Шинко Ервин“
Награда „Шинко Ервин” је војвођанска књижевна награда коју је 1970. установила Фондација „Ервин Шинко”.

## Историја
Награду је 1970, вољом удовице Ирме Ротбарт, жене писца и универзитетског професора Ервина Шинка, установила Фондација „Ервин Шинко”. Награда се сваке године додељује младим мађарским писцима који на почетку каријере стварају трајну вредност. Награду додељује трочлани жири. Награда се додељивала сваке године 27. марта, на годишњицу смрти Ервина Шинка, али се од 1990-их додељује 21. октобра, на дан Катедре за мађарски језик и књижевност на Филозофском факултету Универзитета у Новом Саду.

## Добитници
Награду су добили следећи аутори:
- 1970 — Јожеф Подолски
- 1971 — Марија Уташи
- 1972 — Антал Богнар
- 1973 — Магдолна Дањи
- 1974 — Пал Бендер
- 1975 — Ержебет Јухас
- 1976 — Беата Томка
- 1977 — Ото Фењвеши
- 1978 — Јанош Сивери
- 1979 — Ференц Мак
- 1980 — Атила Балаж
- 1981 — Бела Чорба
- 1982 — Золтан Шебек
- 1983 — Алпар Лошонц
- 1984 — Ференц Калапати
- 1985 — Јожеф Ј. Фекете
- 1986 — Иштван Нађ
- 1987 — Ференц Контра
- 1987 — Габор Тури
- 1988 — Иштван Апро
- 1989 — Иштван Беседеш
- 1989 — Петер Божик
- 1990 — Шандор Мајорош
- 1991 — Ева Толди
- 1992 — Тибор Пап
- 1993 — Шила Уташи
- 1994 — Калман Јодал
- 1995 — Агнеш Пишар
- 1996 — Габор Вираг
- 1997 — Ђерђ Хорват
- 1998 — Ђула Мирниш
- 1999 — уредништво омладинског листа Képes Ifjúság
- 2000 — Золтан Месарош
- 2001 — Јудит Рафаи
- 2002 — Золтан Дањи
- 2003 — Агота Бурањ
- 2003 — Едит Ковач Шмит
- 2003 — Хајналка Чаквари
- 2003 — Рожа Хушта
- 2004 — Ката Ђармати
- 2005 — Акош Дајсингер
- 2006 — Марко Чудић
- 2007 — Роланд Оршик
- 2008 — Кристијан Добиаш
- 2009 — Оршоља Бенчик
- 2010 — Агнеш Церна
- 2011 — Терек Ана
- 2012 — Миклош Бенедек
- 2013 — Ото Беке
- 2013 — Јанош Вилмош Шаму
- 2014 — Моника Чик
- 2015 — Тамаш Киш
- 2016 — Ошкар Рогинер
- 2017 — Жока Херњак
- 2018 — Дори Олах
- 2019 — Биро Тимеа
- 2020 — Саболч Деме, за збирку приповедака Fejbunker.[5]
- 2021 — Тамаш К. Олах, за збирку песама Kifulladás után.[5]